# Mine de Sangarédi
La mine de Sangarédi est une mine à ciel ouvert de bauxite située en Guinée dans la région de Boké près de Sangarédi.